# Agricultura en Namibia
La agricultura en Namibia aporta alrededor del 5 % del PIB nacional, aunque del 25 % al 40 % de los namibios dependen de la agricultura y ganadería de subsistencia. Los productos primarios incluyen productos del ganado y cárnicos, cultivos agrícolas y silvicultura. Solamente el 2 % del territorio de Namibia recibe suficiente lluvia para su cultivo. Como todos los ríos del interior son estacionales, el riego solo es posible en los valles de los ríos fronterizos Oranje, Kunene y Okavango.
A fecha de 2010, el ministro de Agricultura, Agua y Silvicultura era John Mutorwa. El Ministerio opera una serie de compañías paraestatales, incluida NamWater. 
Aunque la agricultura de Namibia, excluyendo la pesca, aportó entre el 5 % y el 6 % de su PIB entre 2004 y 2009, un gran porcentaje de la población depende de las actividades agrícolas para ganarse la vida, principalmente en el sector de subsistencia. Las exportaciones de productos animales, animales vivos y cultivos constituyeron aproximadamente el 10,7 % del total de las exportaciones namibias. El gobierno alienta el abastecimiento local de productos agrícolas, imponiendo a los comerciantes minoristas de frutas, verduras y otros productos agrícolas la compra del 27,5% de sus existencias a los agricultores locales. 
En el sector comercial, dominado principalmente por blancos, la agricultura consiste principalmente en cultivo de sustento para la ganadería. Existen alrededor de 4000 granjas comerciales en todo el país, 3000 de las cuales son propiedad de blancos. La cría de ganado es predominante en las regiones central y norte, mientras que la cría de ovejas y cabras karakul se concentra en las regiones más áridas del sur. La agricultura de subsistencia se limita principalmente a las "tierras comunales" del  norte del país, más densamente poblado, donde prevalecen los rebaños de ganado itinerantes y cuyos cultivos principales son el mijo, el sorgo, el maíz y el maní. Las uvas de mesa, cultivadas principalmente a lo largo del río Orange en el árido sur del país, se están convirtiendo en un cultivo comercial cada vez más importante y un importante empleador de mano de obra estacional. El maíz blanco de secano es producido por los agricultores principalmente en el triángulo de maíz situado entre Tsumeb, Otavi y Grootfontein.

## Reforma agraria
La política de reforma agraria del gobierno está conformada por dos leyes clave: la Ley de reforma agraria (comercial) de tierras 6ª de 1995 y la Ley de reforma agraria comunal 5ª de 2002. El gobierno sigue comprometido con un enfoque de "vendedor dispuesto, comprador dispuesto" para la reforma agraria y para proporcionar una compensación justa como lo indica la constitución de Namibia. Mientras el gobierno aborda las cuestiones vitales de gestión de tierras y áreas de distribución, se plantean también los problemas de uso del agua y la disponibilidad. 